# Kristen Schaal
Kristen Schaal, född 24 januari 1978 i Longmont i Colorado, är en amerikansk komiker, röstskådespelare och skådespelare. 
Schaal är bland annat känd för rollen som Mel i TV-serien Flight of the Conchords och rollen som Hazel i 30 Rock. Hon har även spelat i långfilmer som When in Rome (2010), Get Him to the Greek (2010), Dinner for Schmucks (2010) och Mupparna (2011). Hon gör även rösten för Louise i den tecknade komediserien Bob's Burgers. Hon medverkar också i TV-programmet The Daily Show och gjorde även rösten till Mabel i Gravity Falls.

## Filmografi (i urval)
| År        | Titel                         | Info           |
| --------- | ----------------------------- | -------------- |
| 2001      | Kate & Leopold                |                |
| 2005      | Adam & Steve                  |                |
| 2007–2009 | Flight of the Conchords       | TV-serie       |
| 2010      | When in Rome                  |                |
| 2010      | Valentine's Day               |                |
| 2010      | Get Him to the Greek          |                |
| 2010      | Shrek - Nu och för alltid     | Röst           |
| 2010      | Dinner for Schmucks           |                |
| 2010      | Toy Story 3                   | Röst           |
| 2010      | Going the Distance            |                |
| 2011      | Mupparna                      |                |
| 2011–     | Bob's Burgers                 | TV-serie, röst |
| 2012–2016 | Gravity Falls                 | TV-serie, röst |
| 2012–2013 | 30 Rock                       | TV-serie       |
| 2013      | Dumma mej 2                   | Röst           |
| 2013      | Det regnar köttbullar 2       | Röst           |
| 2014–2020 | BoJack Horseman               | Röst           |
| 2015–2018 | The Last Man on Earth         | TV-serie       |
| 2017      | All Nighter                   |                |
| 2017      | The Wedding Guest             |                |
| 2017      | Kapten Kalsong: Filmen        | Röst           |
| 2018      | Boundaries                    |                |
| 2019      | Toy Story 4                   | Röst           |
| 2019–2024 | What We Do in the Shadows     | TV-serie       |
| 2020      | My Spy                        |                |
| 2020      | Bill & Ted Face the Music     |                |
| 2021–     | Den mystiska Benedict-klubben | TV-serie       |
| 2021      | Sälkåren                      | Röst           |
| 2022      | Our Flag Means Death          |                |
| 2022      | The Bob's Burgers Movie       | Röst           |
| 2024      | My Spy: The Eternal City      |                |